# Anthracothorax veraguensis
Anthracothorax veraguensis е вид птица от семейство Колиброви (Trochilidae).

## Разпространение
Видът е разпространен в Панама.